# Joci

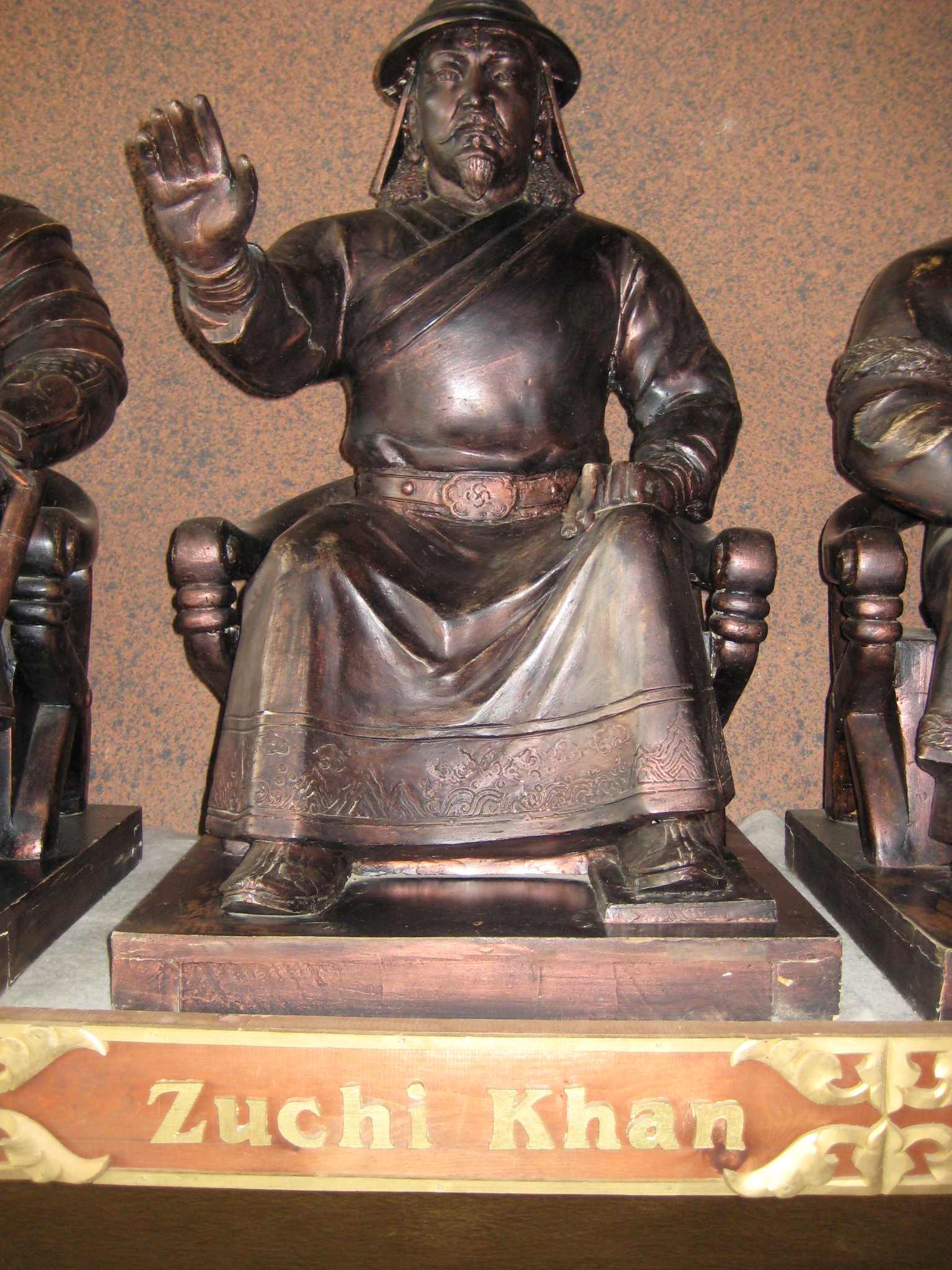
Statua di Zuchi Khan (Joči), in Mongolia

Juci, o Zuchi (in tartaro di Crimea Cuçi; in mongolo Зүчи, Zùči; spesso indicato come Joči o Gioci; 1182 circa – febbraio 1227), è stato il figlio primogenito di Gengis Khan.

## Imprese
Conquistò la Siberia meridionale nel 1206 e la Manciuria nel 1216.
Era il successore designato da Gengis Khan in persona, che aveva sempre confermato la paternità e l'intenzione di farsi succedere dal primogenito, ma non divenne mai Gran Khan a causa della morte prematura.

## Ascendenza
Esistono alcune controversie legate alla paternità di Temujin (come era conosciuto Gengis Khan al tempo della nascita di Joci).
La madre Börte, poco dopo il suo matrimonio con Gengis, fu deportata nella tribù Merkit, e fu donata a Cilger Boke, fratello del loro condottiero, come bottino di guerra. Quando Temujin guidò una spedizione vittoriosa contro i Merkiti e riuscì a salvarla, Börte era già stata ingravidata, e poco dopo nacque Joci. In seguito Gengis lo onorò sempre come suo primo figlio legittimo, ma restò per tutti il dubbio che il padre fosse in realtà Cilger Boke. Questo fatto non fu di secondaria importanza, poiché dalla discendenza di Djuci nacquero vari sovrani e condottieri, in primis per il khanato dell'Orda d'Oro, o di Kipchak, ma la loro legittimità come veri discendenti investiti del potere del grande Gengis fu sempre messa in discussione.

## Discendenza
Ebbe "almeno" 3 mogli:
- Bek Tutmish Ujin
- Sorkan
- Oki Ujin Khatun

I suoi figli furono:
1. Orda Khan (c. 1204-1280)
2. Batu Khan (c. 1205-1255), primo Khan unificatore dell'Orda d'Oro
3. Berke Khan, condottiero dell'Orda d'Oro dal 1257 al 1267[1]
4. Berkechar
5. Shibani Khan
6. Tangkut
7. Bora Khan, padre di Teval Khan, nonno di Nogai Khan
8. Chilakun
9. Sinkur Khan
10. Chimtai
11. Muhammad Bura
12. Udur
13. Shinkum
14. Holuikan, moglie di Inalchi
15. Bek Atakavor, moglie di Sempad (figlio di Leone III sovrano d'Armenia)